# Eocuma taprobanicum
Eocuma taprobanicum är en kräftdjursart som beskrevs av William Thomas Calman 1904. Eocuma taprobanicum ingår i släktet Eocuma och familjen Bodotriidae. Inga underarter finns listade i Catalogue of Life.